# Брезова (Ивањица)
Брезова је котлина у општини Ивањица у Моравичком округу. Према попису из 2022. било је 371 становника (према попису из 1991. било је 624 становника). Центар Брезовске котлине су село Катићи.
У географском смислу Брезова и подручје ивањичке општине познати су под именом Моравички Стари Влах. МЗ Брезова сачињава села Брезова, Шареник, Клекова, Равна Гора, Пресека итд. Њен центар Катићи удаљен је од Ивањице 24 km. Својом територијом се граничи са општинама Нова Варош и Ариље као и ивањичким месним заједницама Прилике и Кушићи.

## Историја
Брезова је назив добила по многобројним брезама које су расле на подручју овог села. Први пут се помиње крајем 13. века у повељи краља Стефана Уроша Милутина којом он потврђује манастиру Хиландар прилоге свог деде и оца а прилаже нове поседе. Брезова је све време припадала Моравичком срезу са седиштем у Ивањици, који је припадао Ужичком округу у 19. веку све до 1899. године када је припојен Чачанском округу. Када су 1921. године у Краљевини СХС формиране области Моравички срез је припојен Рашкој области све до 1929. године и поделе на бановине када је овај срез припадао Зетској, а касније Дринској бановини.

## Природне одлике
На подручју села уздиже се планина Мучањ са највишим врхом Јеринин град од 1536 метара чији је масив са каменитом северном и североисточном страном препознатљив са велике удаљености. Већи део подручја села је кречњачког састава и богат је шумом од којих је пре планске сече највише захватала буква и то 80%. Сада је однос четинарског и листопадног 30:70%. Један део села се простире од Катића до Беле цркве а други је између Милаџинске реке, Брезовачке реке и Вујашког потока. Равна гора се налази на другој страни Мучња.

## Грађевине
Црква светог Николе (Бела Црква) у Брезови је, према народном предању, задужбина деспота Стефана Лазаревића, а налази се 20 km од Ивањице уз реку Грабовицу у подножју Мучња. Данашња црква је подигнута у првој половини XVII века и данас се налази под заштитом републике Србије, као споменик културе од великог значаја.
У центру села Катића иначе солидно урбанизованог места налази се школа „Мићо Матовић“ са спортском салом и теренима, биоскопом и позорницом, библиотеком. Поред школске на Катићима постоји и библиотека МЗ Брезова. у близини је амбуланта отворена шездесетих година 20. века. Катићи имају и пошту, мотел „Логос“, пансион „Обрадовић“, неколико кафана и кафић.

## Демографија
Брезова има 825 становника који живе у 214 према интерном попису из 1999. године. Кад су насељавали ово подручје у 18. и 19. веку придошлице су градиле куће на заклонитим местима у нижим пределима и заравнима. Куће су раштркане и разбацане па су удаљене једна од друге или је једна група кућа удаљена од друге.
У насељу Брезова живи 474 пунолетна становника, а просечна старост становништва износи 47,6 година (45,8 код мушкараца и 49,6 код жена). У насељу има 168 домаћинстава, а просечан број чланова по домаћинству је 3,28.
Ово насеље је великим делом насељено Србима (према попису из 2002. године).
|  |

| Демографија | Демографија | Демографија |
| Година      | Становника  | Становника  |
| ----------- | ----------- | ----------- |
| 1948.       | 980         |             |
| 1953.       | 900         |             |
| 1961.       | 891         |             |
| 1971.       | 853         |             |
| 1981.       | 592         |             |
| 1991.       | 624         | 624         |
| 2002.       | 551         | 551         |
| 2011.       | 483         |             |

| Етнички састав према попису из 2002.‍ | Етнички састав према попису из 2002.‍ | Етнички састав према попису из 2002.‍ | Етнички састав према попису из 2002.‍ | Етнички састав према попису из 2002.‍ |
| ------------------------------------ | ------------------------------------ | ------------------------------------ | ------------------------------------ | ------------------------------------ |
|                                      |                                      |                                      |                                      |                                      |
| Срби                                 | Срби                                 |                                      | 548                                  | 99,45%                               |
| непознато                            | непознато                            |                                      | 3                                    | 0,54%                                |

| Година пописа     | 1948. | 1953. | 1961. | 1971. | 1981. | 1991. | 2002. |
| ----------------- | ----- | ----- | ----- | ----- | ----- | ----- | ----- |
| Број домаћинстава | 169   | 139   | 141   | 161   | 132   | 168   | 168   |

| Број чланова      | 1  | 2  | 3  | 4  | 5  | 6  | 7 | 8 | 9 | 10 и више | Просек |
| ----------------- | -- | -- | -- | -- | -- | -- | - | - | - | --------- | ------ |
| Број домаћинстава | 29 | 45 | 25 | 21 | 23 | 18 | 6 | 1 | 0 | 0         | 3,28   |

| Пол    | Укупно | Неожењен/Неудата | Ожењен/Удата | Удовац/Удовица | Разведен/Разведена | Непознато |
| ------ | ------ | ---------------- | ------------ | -------------- | ------------------ | --------- |
| Мушки  | 253    | 70               | 160          | 20             | 3                  | 0         |
| Женски | 228    | 21               | 161          | 44             | 2                  | 0         |
| УКУПНО | 481    | 91               | 321          | 64             | 5                  | 0         |

| Пол    | Укупно                    | Пољопривреда, лов и шумарство | Рибарство                            | Вађење руде и камена | Прерађивачка индустрија       |
| ------ | ------------------------- | ----------------------------- | ------------------------------------ | -------------------- | ----------------------------- |
| Мушки  | 184                       | 170                           | 0                                    | 0                    | 3                             |
| Женски | 124                       | 100                           | 0                                    | 0                    | 16                            |
| УКУПНО | 308                       | 270                           | 0                                    | 0                    | 19                            |
| Пол    | Производња и снабдевање   | Грађевинарство                | Трговина                             | Хотели и ресторани   | Саобраћај, складиштење и везе |
| Мушки  | 0                         | 0                             | 1                                    | 3                    | 4                             |
| Женски | 0                         | 0                             | 1                                    | 3                    | 0                             |
| УКУПНО | 0                         | 0                             | 2                                    | 6                    | 4                             |
| Пол    | Финансијско посредовање   | Некретнине                    | Државна управа и одбрана             | Образовање           | Здравствени и социјални рад   |
| Мушки  | 0                         | 0                             | 1                                    | 0                    | 1                             |
| Женски | 0                         | 0                             | 0                                    | 3                    | 1                             |
| УКУПНО | 0                         | 0                             | 1                                    | 3                    | 2                             |
| Пол    | Остале услужне активности | Приватна домаћинства          | Екстериторијалне организације и тела | Непознато            | Непознато                     |
| Мушки  | 0                         | 0                             | 0                                    | 1                    | 1                             |
| Женски | 0                         | 0                             | 0                                    | 0                    | 0                             |
| УКУПНО | 0                         | 0                             | 0                                    | 1                    | 1                             |